# Anaderma
Anaderma is een geslacht van sponsdieren uit de klasse van de Demospongiae (gewone sponzen). 

## Soort
- Anaderma rancureli Lévi & Lévi, 1983